# Chu Phú
Chu Phú (chữ Hán: 朱富; bính âm: Zhū Fù), ngoại hiệu Tiếu Diện Hổ (chữ Hán: 笑面虎; tiếng Anh: Smiling Tiger; tiếng Việt: Hổ mặt cười) là một nhân vật hư cấu trong tiểu thuyết văn học cổ điển Trung Hoa Thủy Hử. Chu Phú xếp thứ 93 trong 108 vị đầu lĩnh Lương Sơn Bạc và xếp thứ 47 trong 72 vị sao Địa Sát, được sao Địa Tàng Tinh (chữ Hán: (地藏星; tiếng Anh: Hidden Star) chiếu mệnh.

## Xuất thân
Hai anh em Chu Phú, Chu Quý nguyên sống tại huyện Nghi Thủy, Nghi Châu. Là một trong ít đầu lĩnh Lương Sơn Bạc không được nhắc nhiều về võ nghệ, Chu Phú nguyên là chủ quán rượu ở ngoài phía tây thành Nghi Thủy.

## Gia nhập Lương Sơn Bạc
Sau khi cùng anh mình là Chu Quý giải cứu Lý Quỳ tại Nghi Thủy bằng cách trộn thuốc mê vào rượu thịt đãi Lý Vân và nhóm người bắt Lý Quỳ trên đường giải lên huyện Nghi Thủy, Chu Phú đã thuyết phục thầy dạy võ mình là Lý Vân theo anh trai Chu Quý cùng Lý Quỳ gia nhập Lương Sơn Bạc

## Chức vụ
Khi phân định ngôi thứ ở Lương Sơn Bạc, Chu Phú xếp thứ 93 trong 108 vị đầu lĩnh Lương Sơn Bạc và xếp thứ 47 trong 72 vị sao Địa Sát, chức Chưởng Quản Giám Tạo Chư Sự Đầu Lĩnh, Giám Tạo Cung Ứng Nhất Thiết Tửu Thố(掌管监造诸事头领, 监造供应一切酒醋), là một trong những đầu lĩnh chuyên quản lý các việc lặt vặt và chuyên nấu rượu trong quân Lương Sơn Bạc.

## Sau khi chiêu an và ốm mất dọc đường
Sau khi nhận chiêu an, Chu Phú cùng Tống Công Minh và các đầu lĩnh Lương Sơn Bạc tham gia nhiều chiến dịch bình quân Liêu, các lực lượng khác chống đối triều đình nhà Tống.
Tại hồi 116, khi thành Hàng Châu rơi vào dịch bệnh lan tràn, sáu vị đầu lĩnh Lương Sơn Bạc là Trương Hoành, Mục Hoằng, Khổng Minh, Chu Quý, Dương Lâm, Bạch Thắng đã mắc bệnh và không thể tiếp tục theo Tống Giang bình quân Phương Lạp. Chu Phú và Mục Xuân là hai vị đầu lĩnh Lương Sơn Bạc ở lại tại thành Hàng Châu để coi sóc các vị đầu lĩnh và quân Lương Sơn Bạc mắc bệnh.
Tại hồi 119, sau khi quay về từ chiến dịch bình Phương Lạp, Tống Giang ngậm ngùi rơi lệ khi biết sáu trong 8 vị đề lĩnh trên đã mất vì bệnh, trong đó có Chu Phú và anh trai Chu Quý. Chỉ còn Dương Lâm và Mục Xuân sống sót tìm về được với đại quân.
Tại hồi 119, khi ban thưởng và sắc phong các đầu lĩnh Lương Sơn Bạc sau chiến dịch bình Phương Lạp, là một trong 5 phó tướng ốm chết dọc đường, Chu Phú được sắc phong tước là Nghĩa Tiết Lang (義節郎).

## Trong Đãng Khấu Chí
Tại hồi 63, Chu Phú được cử làm phó tướng cho Lâm Xung, dẫn đội binh mã thứ nhất chiến đấu với quân triều đình tại Đầu quan. Lâm XUng và Vương Tiến giao đấu đến 200 hiệp, sau Vương Tiến dùng lời lẽ mắng Lâm Xung, Lâm Xung thét lớn rồi ngã ngựa, quân triều đình ào đến đánh giết. Quân Lương Sơn thua to, Chu Phú giao đấu với Vương Tiến 20 hiệp (do Vương Tiến đã mệt sau khi đại chiến với Lâm Xung, nếu không Tiếu Diện Hổ sao mà trụ được 5 7 hiệp) thì bị đam chết.